# Damson Blue Violet
Damson Blue Violet es una variedad cultivar de ciruelo (Prunus domestica subsp. insititia), de las denominadas ciruelas europeas.
Una variedad de ciruela conocida en Inglaterra y Reino Unido que se originó en Kendal en 1932.
Las frutas tienen un tamaño pequeño, piel gruesa, ácida, siendo el color de la piel negro azulado oscuro, y pulpa de color verde amarillento, textura bastante firme, jugosa y subácida con un sabor auténtico a ciruela, bueno y bastante rico.

## Historia
La ciruela 'Damson Blue Violet' es una variedad que se originó en Kendal en 1932. Es una famosa ciruela damascena "temprana" de Westmorland que se hizo conocida por primera vez entre las dos guerras.
Se considera que es una cepa de la Prunus domestica subsp. insititia, en Inglaterra se las nombran como "Bullace" que generalmente se usa para referirse a ciruelas con forma esférica, a diferencia de las ciruelas "Damascenas"-"Damson" que se refieren a las que tienen  forma ovalada.
'Damson Blue Violet' está cultivada en diversos bancos de germoplasma de cultivos vivos, tales como en National Fruit Collection (Colección Nacional de Fruta) de Reino Unido con el número de accesión: 1932-007 y Nombre Accesión : Damson, Blue Violet. El espécimen fue recibido en el «National Fruit Trials» (Probatorio Nacional de Frutas), para evaluar sus características en 1932.

## Características
'Damson Blue Violet' árbol de porte extenso, moderadamente vigoroso, erguido, productivo, floración abundante. Autofértil. Flor blanca, que tiene un tiempo de floración que comienza a partir del 15 de abril con el 10% de floración, para el 19 de abril tiene una floración completa (80%), y para el 1 de mayo tiene un 90% de caída de pétalos.
'Damson Blue Violet' tiene una talla de tamaño pequeño de forma ligeramente ovalada que se estrecha hacia el ápice, cavidad poco profunda, estrecha, abrupta, sutura pronunciada, una línea distinta; ápice redondeado, con peso promedio de 9.30 g; epidermis tiene una piel gruesa, ácida, siendo el color de la piel negro azulado oscuro, cubierto de pruina de mediano espesor, punteado pequeño, pocos; pedúnculo glabro, con una longitud promedio de 8.49 mm, pubescente, bien adherido al fruto con la cavidad del pedúnculo estrecha y apenas pronunciada; pulpa de color verde amarillento, textura bastante firme, jugosa y subácida con un sabor auténtico a ciruela, bueno y bastante rico.
Hueso no adherido a semi adherido, irregular y ampliamente ovada, aplanada, áspera, ligeramente comprimida y con cuello en la base, roma o aguda en el ápice, sutura ventral estrecha, alada, sutura dorsal aguda o levemente surcada.
Su tiempo de recogida de cosecha es temprano, se inicia en su maduración de inicios a mediados de agosto.

## Usos
Esta ciruela es bien conocida en diversas regiones de Inglaterra. Una verdadera fruta dulce de "postre", más parecida al concepto de sabor que tenemos de una ciruela. Además hace unos muy buenos guisos, licores, mermeladas, empanadas, y para congelación.